# Apistogramma juruensis
Apistogramma juruensis är en art av dvärgciklid som beskrevs 1986 av Sven O. Kullander. Den ingår familjen ciklider (Cichlidae). Inga underarter finns listade i Catalogue of Life.